# Gesellschaft Deutscher Rosenfreunde
La Gesellschaft Deutscher Rosenfreunde GRF (Société des amis allemands des roses), avant 2007 : Verein Deutscher Rosenfreunde VDR (Union des amis allemands des roses), est une société d'amateurs de roses fondée en Allemagne le 28 septembre 1883 à Hambourg. La société a son siège à Baden-Baden et dépend du droit local. Elle comprend environ 9 000 membres d'Allemagne et d'autres pays. Ses statuts stipulent que l'objectif de l'association est « la promotion de la culture de la rose, la recherche sur la rose et l’élevage de la rose dans le contexte de l’éducation populaire. »

## Fondation
Dans la seconde moitié du XIXe siècle, de nombreux amateurs de roses en Allemagne émettent le vœu de former une union de leurs différentes associations. Le professeur de dessin Friedrich Schneider (1833-1911), de Wittstock, participe activement à la préparation de la fondation de cette nouvelle association. En tant qu'amateur de jardin et président de l'association d'horticulture et d'agriculture de Wittstock, il s'intéresse à la culture des roses. Il conçoit en 1878 un questionnaire pour l’évaluation de la qualité des nouvelles variétés de roses, qu’il envoie aux pépinières de roses sous le titre « Votez pour les plus belles variétés de roses » et publié dans divers journaux de roses et de jardins. La réponse très positive que son action a suscitée a été une motivation importante pour un appel à la création d’une association de rosiéristes et c'est en juillet 1883 dans le cadre d'une exposition de roses à Erfurt que le projet est lancé et réalisé finalement le 28 septembre suivant à Hambourg. Friedrich Schneider signe le procès-verbal de la réunion à l'issue de laquelle l'association est fondée sous le nom de Verein Deutscher Rosenfreunde (Union des amis allemands des roses). Son premier président élu est Ulrich Maximilian de St. Paul-Illaire (1833-1902).

## Activités

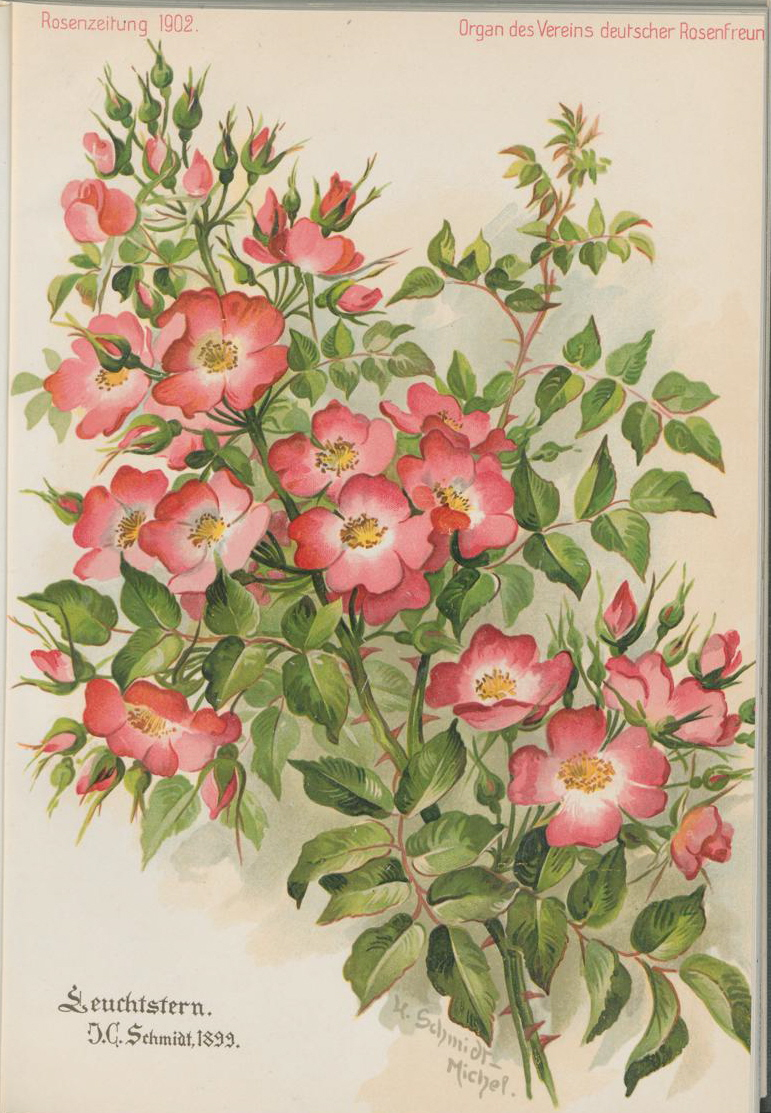
Illustration parue en 1902 dans la Rosen-Zeitung de 'Leuchtstern' (Kiese & Schmidt, 1899).

### Publications
L'un des buts de l'association est de publier des écrits sur la culture, le soin et la recherche dans le domaine des roses, servant à l'enseignement et à l'illustration, comme il est indiqué dans ses statuts actuels. La revue Rosen-Zeitung est ainsi publiée de 1886 à 1933, mettant en avant beaucoup d'informations techniques ; puis elle est relancée de 1991 à 1993. Dès 1994, une revue de liaison des membres est publiée sous le nom de Rosenbogen.
En plus de la Rosen-Zeitung, un Rosenjahrbuch (almanach et annuaire annuel des roses) est publié en 1934 jusqu'en 1939. Parmi les rédacteurs, on compte Wilhelm Kordes. La publication cesse à cause de la guerre, puis reprend entre 1950 et 1973, puis de nouveau à partir de 1990.

### Promotion de roseraies
Dès le début, les membres cherchent à promouvoir leur action par la création de roseraies. Ainsi la roseraie de Forst en Lusace est inaugurée en 1913 en l'honneur du jubilé des vingt-cinq ans du règne du Kaiser Guillaume et devient un exemple remarquable de roseraie à la fois bien dessinée et didactique pour le public. La roseraie d'Uetersen, inaugurée en 1934 selon les conceptions de Wilhelm Kordes et Mathias Tantau, est soutenue par l'Union. Elle s'étend sur 7 hectares et présente 35 000 roses d'un millier de variétés. C'est la roseraie la plus importante d'Allemagne du Nord. L'on peut  signaler aussi le Deutsches Rosarium de Dortmund ouvert en 1972 avec 2 600 sortes de roses. D'autres roseraies plus récentes sont aussi soutenues par l'Union, comme celle de Baden-Baden (Rosengarten auf dem Beutig) et celle des Deux-Ponts (Europas Rosengarten).

### Europa-Rosarium de Sangerhausen

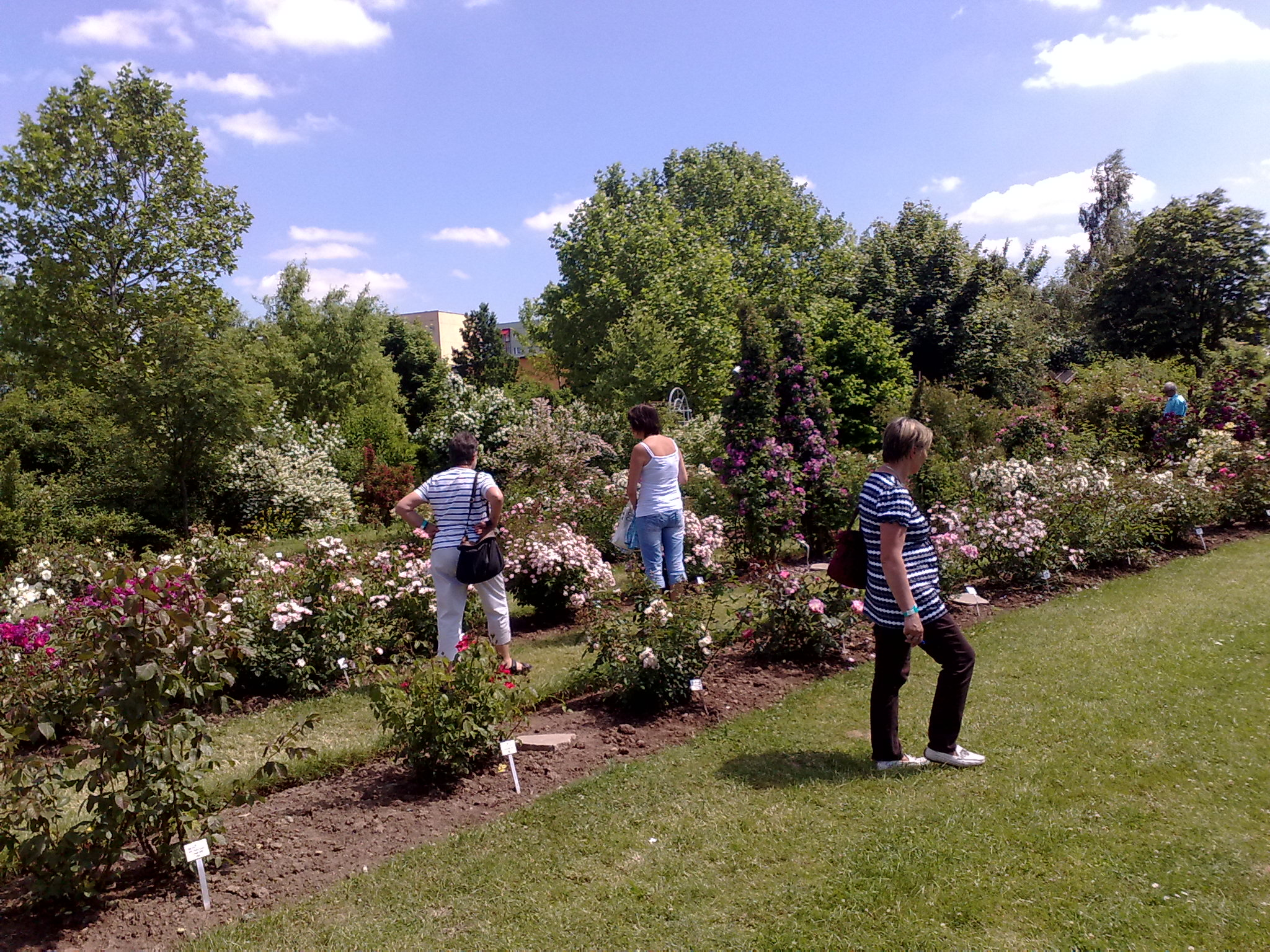
Roseraie de Sangerhausen.

C'est à l'initiative de Peter Lambert qu'est inaugurée en 1898 la roseraie de Sangerhausen afin de protéger les différentes variétés y compris les plus anciennes. Sa collection est immense et devient au fil des années la plus importante du monde.

### La fondation Europa-Rosarium de Sangerhausen
En 1995 l'Union des amis allemands des roses décide de mettre sur pied une fondation du nom de « VDR-Stiftung Europa-Rosarium Sangerhausen » (aujourd'hui « GRF-Stiftung Europa-Rosarium Sangerhausen »). C'est avec son aide que la roseraie de Sangerhausen met en place une banque mondiale de gênes de roses et une bonne part de ses fonds est consacrée à l'entretien et à l'extension du domaine.

### Relations publiques
L'association comprend une quarantaine de cercles d'amis dans toute l'Allemagne qui proposent des événements sur le thème des roses au niveau régional, organisent des expositions et conseillent les amateurs de roses, autant d'un point de vue scientifique que de leur culture pour les jardins. Ils se réunissent en un congrès annuel qui se tient dans un lieu différent chaque année.
Une forme particulièrement appréciée de leur action est le prix d'honneur décerné à des municipalités pour la mise en avant dans leur ville ou village d'une variété de roses; et elles se voient attribuer le titre de Rosenstadt (ville des roses) ou Rosendorf (village de roses) ; cet événement rencontre toujours un bon écho auprès du public.